# 30Y
30Y est un groupe hongrois de pop rock alternatif, originaire de Pécs. Il est formé en 2000 par les frères Beck, László (batterie) et Zoltán (chant, guitare).

## Histoire
Entre 2000 et 2004, le groupe passe son temps entre l'université de Pécs (Zoltán Beck, entre autres, est diplômé de littérature tzigane) et la salle où les membres du groupe ont l'habitude de se retrouver pour jouer. Le groupe emprunte les premières années la ligne de bus 30Y, qui a disparu depuis et qui donne son nom à la formation rock (puisque ce bus est avec la musique l'expression commune à tous les membres du groupe). Après trois années de concerts aux quatre coins de la Hongrie et de ses pays limitrophes, le groupe est repéré par un label, qui leur permet de sortir en 2004 un premier album live Egy perccel tovább, qui regroupe des morceaux enregistrés les trois dernières années.
En 2006, le groupe sort son premier album studio, Cseszényi tér, avec la CLS Records avant de se produire pour la première fois au festival européen le plus populaire, le Sziget Festival, à Budapest (où sera réalisé le clip d'un de leurs plus grands succès Bogozd ki.
Le groupe est connu pour être l'un des premiers groupes à avoir utilisé à outrance l'outil internet (forums, sites, réseaux sociaux, etc.), le téléchargement libre de ses chansons et de ses vidéos pour se faire connaître et se créer un public nouveau sur la base de ses premiers fans originaires de Pécs. « Pour nous, dans un premier temps, l'essentiel n'est pas de vendre, mais de nous faire connaître davantage, de faire le maximum de concerts », déclarait fin 2004 Endre Gradvolt, guitariste du groupe. « Si les gens peuvent connaître notre musique par quelque moyen que ce soit et venir nous voir en concert, alors nous pourrons vivre encore de notre musique et avancer dans la direction que nous suivons »[réf. nécessaire].
2006 est l'année-clé pour le groupe : ils atteignent les premières places des classements de ventes de disque en Hongrie et leur musique est largement diffusée dans les médias.
Dans une interview[Laquelle ?] télévisée[Quand ?], le groupe se définit avec une note évidente d'humour comme suit : « Le groupe 30Y est composé de 5 membres ; deux sont frères, trois ne le sont pas. 30Y n'aime ni les étiquettes, ni se ranger dans une catégorie ou sous-catégorie de rock, ni ne considère que la musique puisse être « rangée où que ce soit ». On ne reconnaît que deux types de musique: la bonne et la mauvaise. 30Y fait partie de la bonne musique. 30Y n'aime pas non plus l'hiver, car les radiateurs ne chauffent pas tellement dans les salles de répèt', les routes glissent et il y a souvent du brouillard le matin. 30Y sait également que l'hiver est la saison la plus accidentogène de l'année. 30Y aime la luge. 30Y ce sont des malades. 30Y aime l'été, parce que les filles portent des jupes courtes et des hauts légers à cette époque. 30Y sourit. 30Y dit souvent des gros mots. 30Y est athée. 30Y est apolitique. 30Y est sensible. 30Y aime les phrases simples. 30Y est associatif et fédérateur. 30Y a l'habitude de lire. 30Y n'écrit pas… »[réf. nécessaire].
En 2008, le quatrième album du groupe, No.4, sorti chez CLS Records. Le 16 juin 2008, 30Y joue au Big Hall en Serbie. En 2010, le cinquième album de 30Y, Városember, sort chez Megadó Kiadó. En 2012, 30Y enregistre son sixième album studio, Szentimentálé, sorti chez Drum and Monkey Records,.

## Influences
Le groupe tire ses influences de groupes ayant connu leur âge d'or dans les années 1990 tels que Nirvana, Red Hot Chili Peppers, Rage Against the Machine, Pearl Jam, Muse ou encore Radiohead. Les cinq musiciens de Pécs reconnaissent également une influence de certains monstres de la scène hongroise, notamment Kispál és a Borz, connu depuis longtemps en Hongrie.

## Membres
- Zoltán Beck – guitare, chant
- László Beck – batterie, chœur
- Endre « Endy » Gradvolt – guitare
- Zoltán « Papa » Sarközy – clavier, chœur
- Ádám « Ádi » Varga – basse, chœur

## Discographie
- 2001 : Sárga lemez – demo (démo)
- 2002 : Rapacsi – demo (démo)
- 2002 : Szentimentálé I. (Beck Zoltán – acoustique)
- 2002 : Szentimentálé II. (Beck Zoltán – acoustique)
- 2004 : Egy perccel tovább (label privé[Quoi ?])
- 2006 : Csészényi tér (album, CLS Records)
- 2007 : Semmi szédítő magasság (album, CLS Records)
- 2008 : N° 4 (album)
- 2011 : Városember (album)
- 2012 : Szentimentálé (album)
- 2013 : Bezzeg a kurva Beckek (A Beck testvérek terápiája)
- 2014 : Ahogy elképzeltem (EP)
- 2014 : Dobozember (EP)
- 2014 : Neked szurkolok
- 2014 : 30Y.LP.2014
- 2015 : Best of
- 2016 : A Kis Herceg (A Pécsi Balett Táncmeséjének Zenéje)
- 2016 : Dicsőség
- 2018 : EGY (Koncert)
- 2019 : Ki az akit még megölelnél
- 2020 : Resti